# هاوکینسینوری
هاوکینسینوری Hawkinsinuria که نقص ۴-آلفا هیدروکسی فنیل پیروات هیدروکسیلاز نیز خوانده می‌شود، یک ناهنجاری متابولیک مادرزادی است که متابولیسم تیروزین را تخت تاثیر  قرار می‌دهد. به طور طبیعی تجزیه اسید آمینه تیروزین مستلزم تبدیل ۴-هیدروکسی فنیل پیروات به هموجنتیسات است. این تبدیل بوسیله ۴-هیدروکسی فنیل پیروات دی اکسیژناز انجام می‌شود. نقص کامل این آنزیم منجر به بروز تیروزینمی نوع سه می‌شود. با این حال در موارد نادر، آنزیم همچنان می‌تواند ماده حدواسط ۱٬۲-اِپوکسی فنیل استیک اسید را تولید کند، ولی نمی‌تواند آن را به هموجنتیسات تبدیل کند. این ماده حدواسط سپس با گلوتاتیون واکنش می‌دهد و ماده‌ای به نام هاوکینسین را تولید می‌کند.

## نشانه‌های بالینی
بیماران در نخستین سال زندگی دچار اسیدوز متابولیک می‌شوند که در نتیجه باید از رژیم‌های غذایی با میزان کم فنیل آلانین و تیروزین استفاده کنند. با افزایش سن به مرور بیماران نسبت به این اسید امینه‌ها تحمل پیدا می‌کنند و زندگی طبیعی داشته و نیازی به درمان یا رژیم غذایی خاص هم ندارند.

## توارث
اتوزوم غالب.